# Marcílio
Pour le joueur de volley-ball, voir Marcilio (volley-ball).
Marcílio Alves da Silva (arabe : مرسيليو ألفيس دا سيلفا), plus connu sous le nom de Marcílio (né le 11 mai 1976 à Rio de Janeiro au Brésil) est un joueur de football international libanais d'origine brésilienne, qui évoluait au poste de défenseur.

## Biographie

### Carrière en club
Il joue au Brésil et au Liban.

### Carrière en sélection
Il joue 14 matchs en équipe du Liban entre 2000 et 2003, inscrivant deux buts.
Il participe avec l'équipe du Liban à la Coupe d'Asie des nations 2000 organisée dans son pays d'adoption.

## Palmarès
Tripoli
- Coupe du Liban :
  - Finaliste : 2004-05.